# Mein Freund, das Ekel
Mein Freund, das Ekel ist eine deutsche Fernsehfilm-Komödie mit Dieter Hallervorden und Alwara Höfels in den Hauptrollen. Regie führte Marco Petry. Die Erstausstrahlung war 2019 im ZDF.

## Handlung
Der grantige Rentner Olaf Hintz sitzt seit einem Schlaganfall im Rollstuhl und lebt zusammen mit seiner Schwester Elfie in einer großen Wohnung. Elfie versorgt ihren Bruder, so gut sie kann, doch als sie mit ihrer neuen Bekanntschaft auf Kreuzfahrt gehen will, versucht sie eine geeignete Betreuung für Olaf zu finden. Über ein Onlineportal lernt sie die quirlige Trixie kennen. Sie soll für ihren Bruder sorgen und darf dafür mietfrei in ihrem Teil der Wohnung leben. Hintz ist davon überhaupt nicht begeistert und schon gar nicht, dass die junge Frau auch noch mit drei Kindern einzieht. Er weigert sich strikt, sie in die Wohnung zu lassen, doch Trixie macht ihrem Namen alle Ehre und trickst den alten Herrn aus. Ehe er sich versieht, sitzen die vier am Küchentisch. Trixie gibt sich große Mühe, es dem alten Herrn recht zu machen, aber Hintz ist sehr starrsinnig. Als ehemaliger Lehrer kritisiert er nicht nur die Wortwahl seiner neuen Untermieter, sondern auch Trixies Erziehungsmaßnahmen.
Am nächsten Tag, als Trixie auf der Arbeit und die Kinder in der Schule sind, schafft Hintz das gesamte Gepäck aus der Wohnung und lässt ein neues Schloss einbauen. Mit Genugtuung sieht er der Heimkehr seiner Untermieter entgegen, doch die verläuft anders, als er erwartet. Während die vier noch etwas ratlos im Treppenhaus stehen, klingelt plötzlich die Polizei an Hintzes Tür. Ein Nachbar hat ihn angezeigt, weil Hintz ihm vor einigen Tagen den Lack seines Autos zerkratzt hat. Geschickt nutzt Trixie die Situation aus und drängt sich mit den Kindern wieder in die Wohnung. Zu Hintzes Verwunderung ergreift sie sofort wortgewandt Partei für ihn und verteidigt ihn gegenüber den Beamten, die daraufhin die Angelegenheit auf sich beruhen lassen. Auch wenn Hintz von seinen neuen Mitbewohnern noch immer nicht begeistert ist, stellt sich nun eine Art Waffenstillstand ein. Beim Lauschen an der Tür erfährt er, dass Trixie offensichtlich nicht lesen und schreiben kann, denn ihre Tochter Afia muss ihr die Post vorlesen. Hintz hat sich schon gewundert, warum Trixie nur Minijobs und keiner geregelten Arbeit nachgeht. Es bedarf etwas Überredungskunst, Trixie davon zu überzeugen, dass sie mit einer ordentlichen Ausbildung ganz andere Möglichkeiten hätte und sich ihr finanzieller Engpass beenden ließe. Trixie allerdings findet ihr Leben o.k., so wie es ist.
Es stellt sich heraus, dass Trixies ältester Sohn, Murat, schon längere Zeit die Schule schwänzt. Noch am selben Abend ertappt Hintz den Jungen dabei, wie er diverse Wertgegenstände aus der Wohnung stehlen will. In der Konsequenz fordert er Trixie auf, umgehend mit ihren Kindern auszuziehen. Als sie sich mit den Kindern und gepackten Koffern von Hintz verabschieden will, stellt dieser jedoch nur einige Forderungen und lässt die vier weiter bei sich wohnen. Er möchte, dass sich Trixie zu einem Kurs anmeldet, um lesen und schreiben zu lernen; Murat soll ab sofort wieder regelmäßig zur Schule gehen und unter seiner Aufsicht die Hausaufgaben machen. Trixie ist hocherfreut und bringt Hintz sogar dazu, dass er auch ihre „Ausbildung“ übernimmt. Murats Probleme in der Schule rühren daher, dass er sich mit Drogendealern eingelassen hat und diesen nun Geld schuldet. Da Hintz allmählich Murats gute Seiten erkennt, will er ihm helfen. Zunächst bringt er ihn dazu, sich seiner Mutter anzuvertrauen, die nun sogleich versucht, mit noch mehr Arbeit das nötige Geld zu beschaffen. Doch die Angebote sind erschöpft und so sieht Trixie nur noch die Lösung darin, sich zu prostituieren. Hintz findet das heraus und ist entsetzt. Es kommt erneut zum Streit. Nach einer Zeit der Trennung und des Nachdenkens lädt Hintz Trixie wieder zu sich ein. Er hat eingesehen, dass auch er Fehler gemacht hat. Aus Dankbarkeit begleicht er nicht nur Murats Schulden bei den Dealern, sondern bittet Trixie, wieder bei ihm einzuziehen.

## Produktion
Marco Petry führte Regie und schrieb das Drehbuch nach einer Idee von Franziska An der Gassen. Im ZDF wurde das Projekt von Thorsten Ritsch betreut. Mein Freund, das Ekel ist ein Film der Rat Pack Filmproduktion in Zusammenarbeit mit An der Gassen FILM.

## Rezeption

### Einschaltquote
Mit 7,86 Millionen Zuschauern bei der Premiere am 9. Mai 2019 im ZDF erreichte der Film einen Marktanteil von 25,5 Prozent. Seit über einem Jahrzehnt verzeichnete das ZDF am Donnerstag keine Quote wie diese. In der ZDFmediathek wurde der Film in den ersten sechs Tagen nach Ausstrahlung mehr als 450.000 Mal abgerufen. Am 15. Oktober 2019 erschien der Film auf DVD und Blu-ray.

#### Fortsetzung
Wie von Dieter Hallervorden und dem ZDF angekündigt, ist Mein Freund, das Ekel in Serie gegangen. Die Dreharbeiten fanden 2020/21 in Berlin statt. Die sechsteilige Miniserie Mein Freund, das Ekel (Fernsehserie) wurde 2021 ausgestrahlt.

### Kritik
Das Internetportal Quotenmeter schrieb: „In gewisser Weise erinnert Dieter Hallervorden als Olaf Hintz an den Rentner Carl Fredricksen aus dem Pixar-Animationsfilm Oben – anfangs mies gelaunt mit harter Schale, doch wie so oft befindet sich darunter ein weicher Kern, den man jedoch erst finden muss. Dieser Erzählstruktur folgt auch ‚Mein Freund, das Ekel‘, kann allerdings auf diesem Weg mit passendem Witz und guten Darstellern überzeugen. Das ZDF liefert mit ‚Mein Freund, das Ekel‘ eine konventionelle[,] aber durchaus gelungene Abendunterhaltung. Etwas mehr Mut in der Erzählweise hätte dem Film zwar gut getan, nichtsdestotrotz ist er durch Hallervorden und Höfels gelungen und hat an den richtigen Stellen sogar starke komödiantische Einlagen.“
Rainer Tittelbach von tittelbach.tv wertete: „Marco Petrys Fernsehfilm gehört zum Subgenre der ‚Stinkstiefel-Komödie‘. Doch Dieter Hallervorden als Pauker a. D. spielt seinen Miesepeter als Menschenfeind im Light-Format, der sich seine Läuterung verdient hat. Und Alwara Höfels verkörpert diese bodenständige Frau wie gewohnt als sympathischer Sonnenschein. Er gibt ihr Lebensplanungstipps, sie bringt ihn emotional auf Vordermann. So oft man den Lern-Prozess auch schon gesehen hat, dank des prächtigen Duos verfehlt er seine Wirkung nicht.“

### Auszeichnungen
Der Film gewann den Quotenmeter-Fernsehpreis 2019 in den Kategorien „Bester Fernsehfilm“ und „Bester Darsteller“ (Dieter Hallervorden). Bei den Seoul International Drama Awards 2020 wurde er in den Kategorien „Bester Film“ und „Bester Darsteller“ (Dieter Hallervorden) nominiert. Beim Jupiter Award 2020 wurde er ebenfalls nominiert in den Kategorien „Bester Fernsehfilm“ und „Beste Hauptdarstellerin“ (Alwara Höfels). Die Akademie für Fernsehen schlug den Film in der Kategorie „Beste Regie“ (Marco Petry) vor, er wurde aber nicht nominiert. Außerdem wurde er für den bayerischen Fernsehpreis 2020 als „Bester Spielfilm“ vorgeschlagen, allerdings ebenfalls nicht nominiert, und sollte 2020 als offizieller Beitrag der Bundesrepublik Deutschland auf dem europäischen Filmfestival in Doha, Qatar laufen, stattdessen wurde aber Gundermann gezeigt.